# Buchenwälder am Liepnitzsee
Buchenwälder am Liepnitzsee este o arie protejată (arie specială de conservare — SAC, sit de importanță comunitară — SCI) din Germania întinsă pe o suprafață de 142,43 ha, integral pe uscat.

## Localizare
Centrul sitului Buchenwälder am Liepnitzsee este situat la coordonatele 52°44′41″N 13°29′12″E / 52.7447°N 13.4867°E.

## Înființare
Situl Buchenwälder am Liepnitzsee a fost declarat sit de importanță comunitară în septembrie 2000.

## Biodiversitate
Situată în ecoregiunea continentală, aria protejată conține 2 habitate naturale: Păduri de fag Luzulo-Fagetum, Mlaștini împădurite.
La baza desemnării sitului se află un număr nedeclarat de specii protejate.
Pe lângă speciile protejate, pe teritoriul sitului au mai fost identificate 1 specie de amfibieni.